# Callitris roei
Callitris roei là một loài thực vật hạt trần trong họ Cupressaceae. Loài này được Endl. F.Muell. mô tả khoa học đầu tiên năm 1882.